# Ай-Варесъюган
Ай-Варесъюган (устар. Ай-Варес-Юган) — река в России, протекает по Октябрьскому району Ханты-Мансийского автономного округа. Длина реки составляет 15 км.
Начинается в берёзово-сосновом лесу, течёт по дуге, сначала на северо-восток, потом на северо-запад, по западной окраине крупного болотного массива (болота Вандмъюгантыйлор и Сплошное).
Устье реки находится по правому берегу реки Тундраюган на высоте 14,5 метра над уровнем моря. В мае-июле приустьевая часть затапливается, образуя озеро Вандмтор.
Основной приток — река Варесъюган — впадает слева на расстоянии 1 км от устья.

## Данные водного реестра
По данным государственного водного реестра России относится к Нижнеобскому бассейновому округу, водохозяйственный участок реки — Обь от впадения Иртыша до впадения реки Северная Сосьва, речной подбассейн реки — бассейны притока Оби от Иртыша до впадения Северной Сосьвы. Речной бассейн реки — (Нижняя) Обь от впадения Иртыша.
Код объекта в государственном водном реестре — 15020100112115300019566.